# كورنيليوس بيكر فيليب
كورنيليوس بيكر فيليب (بالإنجليزية: Cornelius Becker Philip)‏ هو عالم حيوانات وعالم حشرات أمريكي، ولد في 12 يونيو 1900 في فورت لوبتون في الولايات المتحدة، وتوفي في 8 يناير 1987 في سان فرانسيسكو في الولايات المتحدة.